# Markgrafschaft Istrien

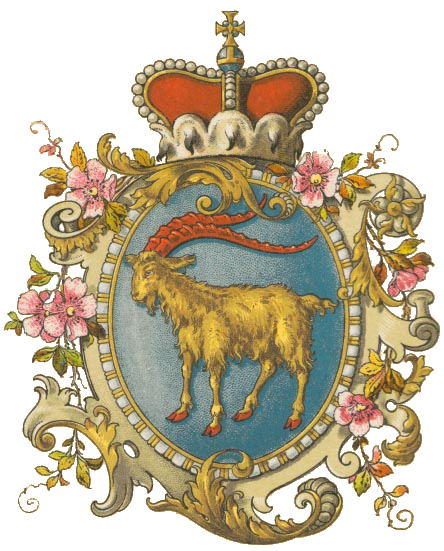
Wappen der Markgrafschaft

Die Markgrafschaft Istrien (italienisch Marchesato d’Istria, kroatisch Markgrofovija Istra, slowenisch Avstrijska mejna grofija Istra) war ein Territorium an der Adria, die auf dem Gebiet der Halbinsel Istrien existierte.
Die Habsburger Markgrafschaft ist von der seit 1040 eigenen, reichsunmittelbaren Markgrafschaft von 1040 bis 1209 zu unterscheiden.
Das 1797 an die Habsburgermonarchie gelangte Land wurde 1849 als eigenständiges Kronland  eingerichtet und blieb dies bis zu seiner Auflösung 1918 im 1804 konstituierten Kaisertum Österreich bzw. von 1867 an in der Realunion Österreich-Ungarn, in der Istrien zu Cisleithanien, den im Reichsrat vertretenen Königreichen und Ländern, gehörte.
Nach dem Ende des Ersten Weltkriegs wurde das Land vom Königreich Italien annektiert.
Hauptstadt der Markgrafschaft war das heute kroatische Parenzo (kroat. Poreč).

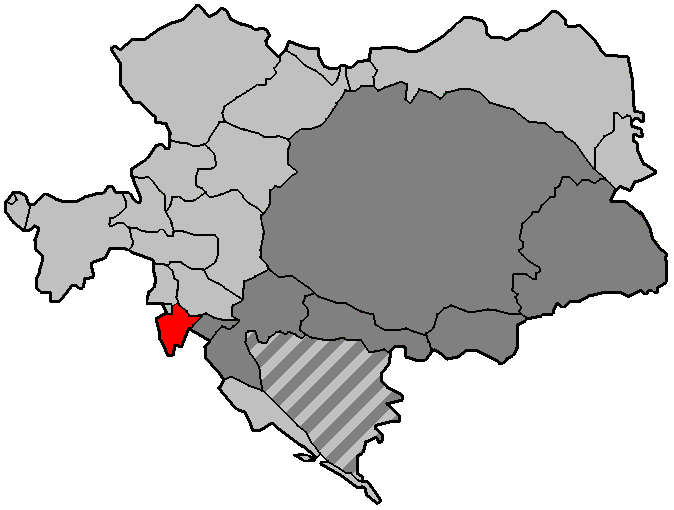
Istrien innerhalb Österreich-Ungarns

## Geschichte

### Markgrafschaft von 1040 bis 1209
1040 wurde Istrien von Heinrich III. von Kärnten in eine eigene, von Friaul abgesonderte Markgrafschaft des Römisch-deutschen Reiches umgewandelt. Diese bestand bis 1209.

### Entstehung der Habsburger Markgrafschaft
Das Haus Habsburg hatte seit 1364 die Herrschaft über die inneren Teile Istriens erlangt. Die Küstengebiete blieben unter der Herrschaft der Republik Venedig. Im Zuge der Koalitionskriege des revolutionären Frankreichs gegen die europäischen Monarchien wurde Venedig 1797 von Napoleon Bonaparte besetzt und die ehemalige Adelsrepublik im Frieden von Campo Formio zwischen Frankreich und der Habsburgermonarchie aufgeteilt. Dabei erlangte Österreich zum ersten Mal die Herrschaft über die ganze Halbinsel. Die Habsburger herrschten bis 1918, ausgenommen die kurzzeitige französische Besetzung 1805–1813.

### Österreichisches Kronland
Nach dem Zusammenbruch des französischen Kaiserreiches 1814 wurde Istrien im Königreich Illyrien Teil eines österreichischen Kronlandes. Nach der Revolution von 1848/1849 im Kaisertum Österreich wurde dieses wieder aufgelöst und die Markgrafschaft Istrien im März 1849 gegründet. Der Kaiser von Österreich war automatisch zugleich Markgraf von Istrien; dies war nun bis 1916 Franz Joseph I., dann bis 1918 Karl I.

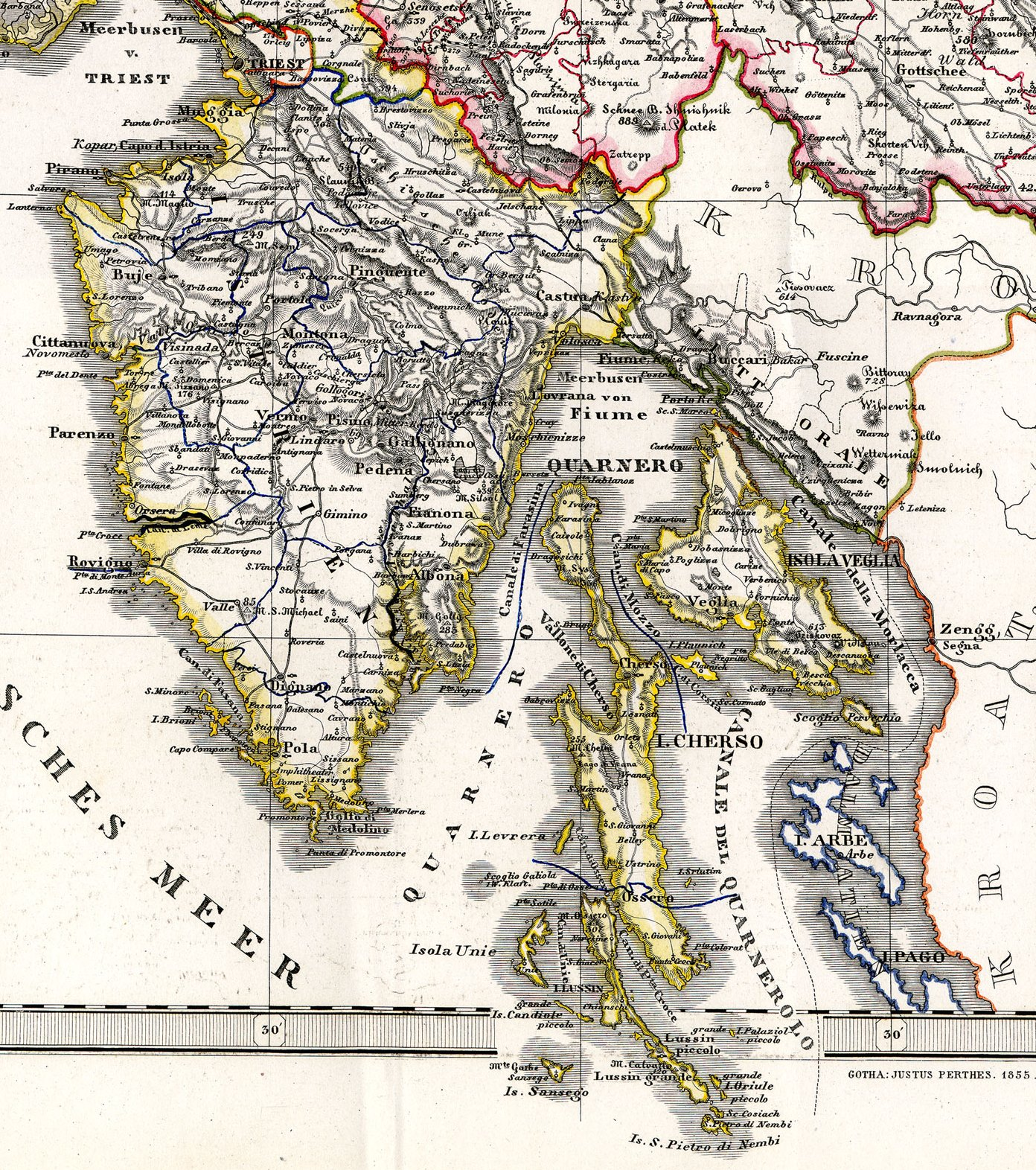
Zeitgenössische Karte der Markgrafschaft Istrien (Justus Perthes, Gotha 1855)

Mit dem Februarpatent von 1861, in dem Istrien ein gewählter Landtag und ein aus diesem gebildeter autonomer Landesausschuss zuerkannt wurden, erhielt auch Istrien als konstitutionelle Monarchie weitgehende innere Autonomie.
Der Monarch selbst war im Kronland Istrien durch den k.k. Statthalter in Triest vertreten, zugleich Statthalter für diese Stadt und für die Grafschaft Görz. Der Statthalter stand in engem Kontakt mit der kaiserlichen Regierung in Wien für Cisleithanien und ihren k.k. Ministerien, zuletzt mit dem Ministerium Lammasch.
Mit dem österreichisch-ungarischen Ausgleich von 1867, mit dem die föderale Doppelmonarchie Österreich-Ungarn entstand, blieb Istrien eigenständiges Kronland der so genannten österreichischen Reichshälfte, wurde aber ab 1868 zusammen mit den beiden anderen Kronländern Reichsunmittelbare Stadt Triest und der Gefürsteten Grafschaft Görz und Gradisca durch einen k.k Landeschef von Triest aus verwaltet (Siehe Österreichisches Küstenland).
In den Reichsrat, das cisleithanische Parlament in Wien, entsandte Istrien anfangs, 1861, zwei Abgeordnete, zuletzt nach der Reichsratswahl 1911 bis 1918 sechs kroatische bzw. italienische Mandatare von dann insgesamt 516 Abgeordneten.
Das Wirtschaftswachstum Österreich-Ungarns führte durch den Ausbau des Handels auch in Istrien zu einem gewissen Aufschwung, insbesondere in Küstenstädten wie der Landeshauptstadt Parenzo bzw. Poreč oder Pola bzw. Pula, wo sich der wichtigste Kriegshafen der k.u.k. Kriegsmarine befand. Das schnelle Wachstum führte bald zur Einwanderung von Deutschen und Magyaren.
Vor allem die kroatische Bevölkerung legte nun zunehmend mehr Wert auf ihre Muttersprache. Obwohl die Kroaten und Slowenen, vor allem die ländliche Bevölkerung, lang nicht politisch organisiert waren, spielten sie zunehmend eine wichtige Rolle in der Kultur und später auch der Bildung des Landes. Es gab zahlreiche neue kroatische Zeitungen, nationalistische Vereine und Kulturzentren. Das erste eröffnete 1886 in Kastav.

### Erster Weltkrieg und Auflösung
Vom Ersten Weltkrieg blieb Istrien zuerst noch verschont. Nach der Kriegserklärung Italiens an Österreich-Ungarn vom 23. Mai 1915 wurde auch das Kronland Istrien zu einem Kriegsschauplatz der Italienfront. Aufgrund von echten oder angeblichen Sympathien wurden von der gemeinsamen Armee Österreich-Ungarns etwa 60.000 jugoslawisch-orientierte Kroaten und Slowenen und Anhänger der Italia irredenta-Idee in Internierungslager in den österreichischen Erblanden und den Ländern der Böhmischen Krone deportiert. Viele starben an Krankheiten und Hunger. In Istrien wurde eine Militärregierung eingesetzt. Auch litt die Zivilbevölkerung durch die Anwesenheit einer großen Zahl von Soldaten auf istrischem Boden unter Lebensmittelknappheit.
Die meisten Kroaten und Slowenen im Land blieben bis zum Ende des Krieges loyal zur Monarchie. Erst im Jahr 1917, als der österreichische Reichsrat am 30. Mai nach mehr als drei Jahren wieder einberufen wurde, legten die istrischen Abgeordneten, wie die anderer Nationalitäten, Bekenntnisse zu einem angestrebten nationalen Staat ab.
Mit der Auflösung Österreich-Ungarns am 31. Oktober 1918 trat die istrische Landesregierung zurück und übergab die Macht an lokale Volkskomitees der italienischen Minderheit im westlichen Istrien. Es kam in gemischten Regionen wie Pula zu Auseinandersetzungen zwischen Italienern sowie Kroaten und Slowenen, die sich dem neu entstandenen Königreich der Serben, Kroaten und Slowenen anschließen wollten. Nach dem Waffenstillstand von Villa Giusti am 3. November 1918 besetzten am 4. November Truppen der königlich italienischen Armee Istrien. Die Italiener eliminierten alle noch verbliebenen staatlichen Institutionen, Istrien wurde vom Königreich annektiert. Die Annexion wurde durch den Grenzvertrag von Rapallo im November 1920 bestätigt. Viele Kroaten und Slowenen wurden vertrieben oder durch eine rücksichtslose Italianisierungspolitik assimiliert. Erst 1945 gelang die von Kroaten und Slowenen erstrebte Zugehörigkeit zu Jugoslawien.

## Politik

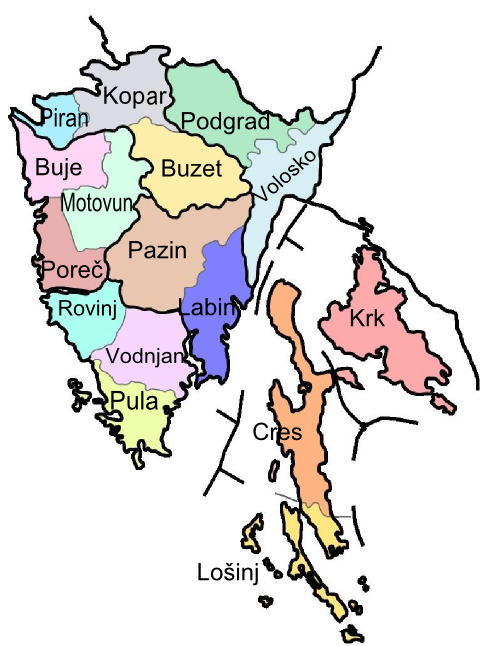
Bezirke und Gerichtsbezirke in Istrien, 1910

Das politische System beziehungsweise Leben Istriens wurde zuerst vor allem von der italienischen Minderheit bestimmt.
Durch das Zensuswahlrecht, das auf den Besitz des Wählers ausgelegt war, waren anfangs die Italiener im istrischen Landtag in der Mehrheit vertreten. Die Kroaten und Slowenen konnten ab 1878 mit der Gründung von gemischten Parteien ebenfalls in den Landtag einziehen. Eine neue, jüngere Generation von Politikern in Istrien gründete 1907, nachdem für den Reichsrat, nicht aber die Landtage, das allgemeine und gleiche Männerwahlrecht eingeführt wurde, die Sozialdemokratische Partei Istriens.

### Verwaltung
Istrien wurde in sieben Bezirke und 16 Gerichtsbezirke unterteilt.

### Markgrafen
Folgende Personen waren Markgrafen von Istrien:

#### Wiedererrichtung der Markgrafschaft (im Besitz der Grafen vonWeimar)
- Poppo I. (1012–1044), ab 1040 auch Markgraf der Krain
- Ulrich I. (1045–1070), Sohn von Markgraf Poppo I., ebenfalls Markgraf von Krain
- Heinrich III. (1077–1090)

#### Haus Spanheim
- Engelbert I. (1090–1093?)
- Burkhard? (1093?–1096?)

#### Grafen vonWeimar–Orlamünde
- Poppo II. (1096–1098), Sohn von Ulrich I., Markgraf von Krain seit 1070
- Ulrich II. (1098–1107), Bruder, ebenfalls Markgraf von Krain

#### Haus Spanheim
- Engelbert II. (1107–1124), Sohn von Engelbert I., ebenfalls Markgraf von Krain, ab 1124 Herzog von Kärnten
- Engelbert III. 1124–1173, Sohn, ebenfalls Markgraf von Krain

#### Haus von Andechs
- Berthold I. (1173–1188), ebenfalls Markgraf von Krain
- Berthold II. (1188–1204), Sohn, ebenfalls Markgraf von Krain, Herzog von Meranien (als Berthold IV.) seit 1183
- Heinrich II. (1204–1228), Sohn, ebenfalls Markgraf von Krain
- Otto I. (1228–1234), Bruder, ebenfalls Markgraf von Krain, seit 1204 Herzog von Meranien, seit 1211 Pfalzgraf von Burgund (als Otto II.)
- Otto II. (1234–1248), auch Markgraf von Krain, Herzog von Meranien und Pfalzgraf von Burgund (als Otto III.)

Der Titel wurde danach vom Habsburger Monarchen geführt und der „Markgraf von Istrien“ wurde in den Großen Titel des Kaisers von Österreich aufgenommen.

#### Habsburger Markgrafen
Insgesamt gab es zwei Markgrafen, die aus dem Haus Habsburg-Lothringen stammten. Zuerst herrschte Franz Joseph I. (1848–1916), danach Karl I. (1916–1918). Die beiden Herrscher waren auch die einzigen beiden Monarchen Österreich-Ungarns.

## Demografie

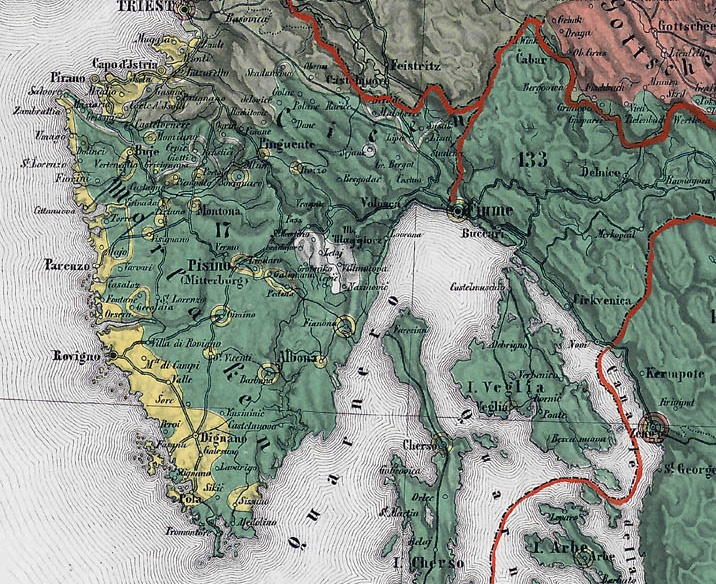
Ethnien in Istrien 1855
Kroaten
Italiener
Slowenen

Nach der Volkszählung von 1846 lebten in der Markgrafschaft 228.035 Einwohner, 1857 230.324 Einwohner und 1910 386.463 Einwohner. Etwa 99,6 % davon waren katholisch. Der Rest verteilte sich auf Juden und Protestanten.
In Istrien lebte bis zum Ende des Zweiten Weltkriegs eine alt eingesessene italienische Minderheit. Nach der Einigung Italiens kam es zur verstärkten Zuwanderung aus Italien. Der Anteil der Italiener wuchs – von 32 % im Jahre 1846 auf 40 % im Jahre 1900. Durch Beginn und Wachstum des Tourismus kam eine zunehmende Zahl von Deutschen in Land. Die deutsche Bevölkerung wuchs von 1846 bis 1910 um 18 %. Die der Slowenen um 7,4 % und der Kroaten 3,9 %. Die folgende Tabelle zeigt das Wachstum und den Anteil der jeweiligen Bevölkerungsgruppen im Kronland auf:
|           | 1846             | 1880             | 1890             | 1900             | 1910             |
| --------- | ---------------- | ---------------- | ---------------- | ---------------- | ---------------- |
| Kroaten   | 54,0 % (134.455) | 43,4 % (121.732) | 44,3 % (140.713) | 42,6 % (143.057) | 43,5 % (168.184) |
| Italiener | 32,5 % (60.040)  | 39,7 % (114.291) | 37,2 % (118.027) | 40,5 % (136.191) | 38,1 % (147.417) |
| Slowenen  | 12,9 % (31.995)  | 14,4 % (43.004)  | 13,9 % (44.418)  | 14,2 % (47.717)  | 14,3 % (55.134)  |
| Deutsche  | 0 % (0)          | 1,7 % (4.779)    | 1,9 % (5.904)    | 2,1 % (7.076)    | 3,3 % (12.735)   |
| gesamt    | 228.035          | 284.154          | 317.610          | 345.050          | 386.463          |

## Wirtschaft
Istrien blieb trotz der Industrialisierung des Großteils Österreich-Ungarns ein Agrarland. Das Rückgrat der Wirtschaft bestand aus dem Oliven- und Traubenanbau. Etwa 80 % des Öls und Weins wurde exportiert. Der Weinanbau betrug im Jahr 1882 183.280 Hektoliter. Auf Inseln in der Kvarner-Bucht lebten die Bewohner überwiegend vom Fischfang. Die einzige nennenswerte Industrie blieb der Schiffbau, vor allem die Schiffbauindustrie für die österreichisch-ungarische Marine. Daneben gab es Braunkohlevorkommen mit Minen in Labin und Buzet.
Der Transport in Istrien wurde überwiegend vom Eisenbahn- und Schiffsverkehr bestimmt.